# Вегерчук, Иван Никонович
Ива́н Ни́конович Вегерчу́к (19 июня 1903 года — ?) — советский военный деятель, участник Великой Отечественной войны, командир 124-й танковой бригады, инспектор Главной инспекции ВС СССР, гвардии полковник (14.09.1942).

## Биография

### Начальная биография
Родился 19 июня 1903 года в деревне Елено-Корицкое 2-й Малаештской волости Тираспольского уезда Херсонской губернии. Русский.

### Служба в армии
Служба в Красной Армии. C августа 1922 года по сентябрь 1927 года — курсант Одесской школы тяжёлой и береговой артиллерии. Окончил Одесскую школу тяжёлой и береговой артиллерии (1927 год), Военную академию механизации и моторизации (1935 год).
С сентября 1927 года — командир артиллерийского взвода 4-й отдельной тяжёлой артиллерийской батареи, командир учебного взвода учебного дивизиона и командир артиллерийской батареи в 5-й артиллерийской бригаде, начальник штаба батальона боевого обеспечения, командир учебного батальона, исполняющий должность начальника оперативного отделения штаба 16-й механизированной бригады, командир батальона курсантов Борисовского автомобильного училища (Белорусский ВО).
С сентября 1940 года — младший преподаватель кафедры тактики Военной академии механизации и моторизации РККА им. И. В. Сталина.

### В Великую Отечественную войну
Начало Великой Отечественной войны встретил в академии Военной академии механизации и моторизации РККА им. И. В. Сталина.
С октября 1941 года — командир 25-го танкового полка 25-й танковой бригады. Участвовал в Тихвинской наступательной операции.
С 31 января 1942 года — заместитель начальника автобронетанкового отдела (АБТО) 4-й армии по боевому использованию и применению танковых войск, в феврале был ранен.
С марта 1942 года — заместитель командира 7-й гвардейской танковой бригады 59-й армии. Участвовал в боях в районах Мясной Бор и Новая Кересть.
С 25 мая 1942 года — исполняющий должность командира 124-й танковой бригады 54-й армии, участвовал в операции по прорыву блокады Ленинграда (на вспомогательном направлении). Командуя бригадой, 16 февраля 1943 года на Волховском фронте в районе деревни Смердыня получил тяжёлое ранение.
С апреля 1943 года — старший помощник генерал-инспектора Инспекции командующего БТиМВ Красной армии.

### После войны
С июня 1946 года — инспектор Инспекции БТ и МВ Главной инспекции Сухопутных войск (с марта 1947 года — Главная инспекция ВС СССР).
С декабря 1948 года — начальник курса и заместитель начальника командного факультета Военной академии механизации и моторизации РККА им. И. В. Сталина.
В марте 1954 года уволен в запас (по болезни). Время и место смерти не установлено.

## Награды
- Орден Ленина (06.11.1947)[2]
- Орден Красного Знамени (3.11.1943)[3]
- Орден Красного Знамени (3.5.1943)[4]
- Орден Красного Знамени (23.01.1944)[4]
- Орден Красного Знамени (20.04.1953)[5]
- Медаль «За оборону Ленинграда» (22.12.1942)[6]1560852346
- Медаль «За победу над Германией в Великой Отечественной войне 1941—1945 гг.» (9 мая 1945[7])[8]
- Медаль «30 лет Советской Армии и Флота»[9].

## Публикации
- Вегерчук И., гвардии полковник. Некоторые вопросы танковой разведки. — Красная звезда, № 240 (5611), 10 октября 1943 года.

## Память
- Его имя увековечено в Главном Храме Вооружённых сил России, и навсегда запечатлено на мемориале «Дорога памяти»
- На могиле установлен надгробный памятник[источник не указан 874 дня]